# Acroporium estrellae
Acroporium estrellae är en bladmossart som beskrevs av William Russell Buck och Schäfer-verwimp 1991 [1993. Acroporium estrellae ingår i släktet Acroporium och familjen Sematophyllaceae. Inga underarter finns listade i Catalogue of Life.